# Barbie Girl
Barbie Girl, skriven av Claus Norreen och Søren Nystrøm Rasted, är en poplåt från 1997 framförd av den dansk-norska popgruppen Aqua, utgiven som singel och på deras studioalbum Aquarium från 1997.
Sången handlar om Barbie. Titeln och texten föranledde ett stämningsförsök av leksakstillverkarna Mattel som tillverkar Barbiedockorna.
Den 26 oktober 1997 gick den högst upp i topp på den brittiska singellistan.

## Släpphistorik
| Land           | Släppdatum     |
| -------------- | -------------- |
| Europa         | Juni 1997      |
| Storbritannien | September 1997 |
| USA            | September 1997 |

## Listplaceringar och försäljningar
| Lista (1997)                              | Topplacering |
| ----------------------------------------- | ------------ |
| Australiska ARIA-singellistan             | 1            |
| Österrikiska singellistan                 | 2            |
| Belgiska singellistan (Flandern)          | 1            |
| Belgiska singellistan (Vallonien)         | 1            |
| Kanadensiska singellistan                 | 7            |
| Nederlandse Top 40                        | 1            |
| Eurochart Hot 100                         | 1            |
| Finländska singellistan                   | 3            |
| Franska SNEP-singellistan                 | 1            |
| Tyska singellistan                        | 1            |
| Irländska singellistan                    | 1            |
| Nyzeeländska RIANZ-singellistan           | 1            |
| Norska singellistan                       | 1            |
| Svenska singellistan                      | 1            |
| Schweiziska singellistan                  | 1            |
| Brittiska singellistan                    | 1            |
| Amerikanska Billboard Hot 100             | 7            |
| Amerikanska Billboard Hot Dance Club Play | 21           |

| Årsslutslista (1997)              | Topplacering |
| --------------------------------- | ------------ |
| Australiska singellistan          | 2            |
| Österrikiska singellistan         | 11           |
| Belgiska singellistan (Flandern)  | 2            |
| Belgiska singellistan (Vallonien) | 2            |
| Nederlandse 40                    | 3            |
| Franska singellistan              | 5            |
| Schweiziska singellistan          | 34           |
| Årsslutslistan (1998)             | Topplacering |
| Franska singellistan              | 33           |
| Schweiziska singellistan          | 19           |

| Land           | Certifikat  | Datum            | Certifikerad försäljningar |
| -------------- | ----------- | ---------------- | -------------------------- |
| Australien     | 3 x Platina | 1997             | 210 000                    |
| Österrike      | Platina     | 13 januari 1998  | 30 000                     |
| Frankrike      | Diamant     | 27 november 2004 | 750 000                    |
| Tyskland       | Platina     | 1997             | 500 000                    |
| Sverige        | 3 x Platina | January 19, 1998 | 60,000                     |
| Schweiz        | Platina     | 1997             | 60,000                     |
| Storbritannien | 2 x Platina | 5 december 1997  | 1,200,000                  |

## Övriga referenser
Miljörörelser, som Fredagar för framtiden har, för att uppmärksamma de stora mängder plast som kastas i haven av människor, refererat till sångtexten i en slogan som lyder ""Life in plastic is not fantastic".